# Смена-9
Сме́на-9 — шкальный советский фотоаппарат, выпускавшийся объединением ЛОМО с 1969 по 1971 год.
«Смена-9» аналогична восьмой модели, но без автоспуска.

## Технические характеристики
- Объектив — Триплет «Т-43» 4/40 (три линзы в трёх компонентах), несменный, просветлённый. Угол поля зрения объектива — 55°. Диафрагма ирисовая.
- Доступные значения диафрагмы — от f/4 до f/16.
- Фотографический затвор — центральный, залинзовый, отрабатываемые выдержки — 1/15, 1/30, 1/60, 1/125, 1/250 и «В». Взвод затвора не сблокирован с перемоткой плёнки.
- Тип применяемого фотоматериала — фотоплёнка типа 135 в кассетах. Размер кадра — 24×36 мм.
- Корпус — пластмассовый.